# Ngày Truyền hình Thế giới
Ngày Truyền hình thế giới được cử hành vào ngày 21 tháng 11 hàng năm, nhằm khuyến khích các quốc gia trao đổi những chương trình truyền hình tập chú vào những vấn đề hòa bình, an ninh, phát triển trên thế giới và tăng cường việc trao đổi văn hóa.

## Lịch sử
Tháng 12 năm 1996 Đại hội đồng Liên Hợp Quốc đã chọn ngày 21 tháng 11 là Ngày Truyền hình thế giới để kỷ niệm ngày "Diễn đàn Truyền hình thế giới" đầu tiên được tổ chức trong năm 1996.
Tuy nhiên đã có 11 phái đoàn quốc gia chống đối Nghị quyết số 205 nói trên bằng cách không bỏ phiếu, trong đó phái đoàn Đức nói rằng:
| “ | Đã có 3 ngày của Liên Hợp Quốc dành cho các chủ đề tương tự: Ngày Tự do Báo chí thế giới (World Press Freedom Day), Ngày Viễn thông thế giới (World Telecommunication Day) và Ngày Thông tin về Phát triển thế giới (World Development Information Day). Có thêm một ngày nữa cũng chẳng mang lại ý nghĩa nhiều hơn... Truyền hình chỉ là một phương tiện thông tin và là một phương tiện thông tin mà đa số nhân dân trên thế giới chưa có cơ hội có được... Đa số nhân dân này sẽ dễ coi Ngày Truyền hình thế giới là ngày của người giàu có. Họ không có TV. Có nhiều phương tiện thông tin quan trọng hơn truyền hình, chẳng hạn như radio. Chúng tôi nghĩ nâng cao vai trò của những phương tiện truyền thông kia còn quan trọng hơn là vai trò của truyền hình. | ” |